# Anna Nobel-Nobielska
Anna Nobel-Nobielska, również jako Anna Sitarz (ur. 6 sierpnia 1970 w Tomaszowie Mazowieckim) – polska charakteryzator filmowa.
Absolwentka Studia Sztuki przy Teatrze na Woli w Warszawie oraz filmoznawstwa na Uniwersytecie Śląskim w Katowicach. Laureatka nagrody za charakteryzację w filmie Papusza na Festiwalu Filmowym w Gdyni w 2013.

## Wybrana filmografia
charakteryzacja:
- Pornografia (2003)
- Jasminum (2006)
- Afonia i pszczoły (2009)
- Wenecja (2010)
- Los numeros (2011)
- Papusza (2013)
- 11 minutes (2015)